# چاینا پستال ایرلاینز
چاینا پستال ایرلاینز (به انگلیسی: China Postal Airlines) یک شرکت هواپیمایی با کد یاتا CF است که در تاریخ ۲۵ نوامبر ۱۹۹۶ میلادی تأسیس شده و در تاریخ ۲۷ فوریه ۱۹۹۷ فعالیتش را آغاز کرده‌است. دفتر مرکزی چاینا پستال ایرلاینز در پکن، چین واقع شده‌است و قطب این شرکت هواپیمایی در فرودگاه بین‌المللی نانجینگ لوکو قرار دارد.